# إل ساوثال
بلدية إل ساوثال (بالإسبانية: El Sauzal) هي بلدية تقع في مقاطعة سانتا كروث دي تينيريفه التابعة لمنطقة جزر الكناري جنوب غرب إسبانيا.

## الديموغرافيا
بلغ عدد سكان بلدية إل ساوثال 9.065 نسمة عام 2011 (وفقاً للمعهد الوطني للإحصاء الإسباني).
| 7.034 | 7.474 | 8.006 | 8.317 | 8.826 | 8.996 | 9.065 |

## أعلام
- كريستو دياز
- ماريا دي ليون
- باولينو ريفيرو